# Crotalaria longirostrata
Crotalaria longirostrata är en ärtväxtart som beskrevs av William Jackson Hooker och George Arnott Walker Arnott. Crotalaria longirostrata ingår i släktet sunnhampor, och familjen ärtväxter. Inga underarter finns listade i Catalogue of Life.